# Blinde Vlek
Blinde Vlek (Engels: Little Norton) is een dorp uit de zevendelige Harry Potter-boekenserie van de Britse schrijfster Joanne Rowling.
In het dorp is een dorpshuis te vinden.
In 1980 gaf de populaire groep de Spookrijders een optreden in het dorpshuis van Blinde Vlek. Dit was ook hun laatste optreden. Leadzanger Stef Blinker werd namelijk met een suikerbiet op zijn oor geraakt tijdens dit optreden.
Doris Preutel, een heks woonachtig aan de Sansevieriastraat 18 in Blinde Vlek, verklaarde in een interview met de Kibbelaar dat Stef Blinker en Sirius Zwarts één en dezelfde persoon zijn.